# Calliotropis infundibulum
Calliotropis infundibulum là một loài ốc biển, là động vật thân mềm chân bụng sống ở biển thuộc họ Calliotropidae.

## Miêu tả
Loài này có kích thước giữa 6 mm and 18 mm

## Phân bố
Loài này phân bố ở vùng biển Châu Âu along the Faroes, the North West Atlantic Ocean from Nova Scotia to North Carolina, and in the Gulf of Mexico